# Hammardammen (Torsåkers socken, Gästrikland)
Hammardammen är en sjö i Hofors kommun i Gästrikland och ingår i Gavleåns huvudavrinningsområde. Sjön har en area på 0,214 kvadratkilometer och ligger 137 meter över havet. Sjön avvattnas av vattendraget Gavelhytteån.

## Delavrinningsområde
Hammardammen ingår i det delavrinningsområde (671575-152617) som SMHI kallar för Utloppet av Hammardammen. Medelhöjden är 145 meter över havet och ytan är 1,11 kvadratkilometer. Räknas de 48 avrinningsområdena uppströms in blir den ackumulerade arean 215,29 kvadratkilometer. Gavelhytteån som avvattnar avrinningsområdet har biflödesordning 2, vilket innebär att vattnet flödar genom totalt 2 vattendrag innan det når havet efter 79 kilometer. Avrinningsområdet består mestadels av skog (29 procent). Avrinningsområdet har 0,21 kvadratkilometer vattenytor vilket ger det en sjöprocent på 18,8 procent. Bebyggelsen i området täcker en yta av 0,53 kvadratkilometer eller 47 procent av avrinningsområdet.